# Robert Charlet
Robert Charlet est un acteur français.

## Filmographie

### Cinéma
- 1931 : À nous la liberté
- 1932 : La Femme nue
- 1933 : Matricule 33
- 1935 : Quelle drôle de gosse
- 1937 : À nous deux, madame la vie
- 1953 : Le Petit Jacques
- 1954 : Le Grand Pavois
- 1955 : Série noire : Petit rôle (non crédité)
- 1956 : Alerte au deuxième bureau
- 1957 : Deuxième Bureau contre inconnu
- 1958 : Le Septième Ciel

### Courts-métrages
- 1933 : Hortense a dit j'm'en f...
- 1936 : Vie à crédit

### Télévision

#### Séries télévisées
- 1956-1957 : En votre âme et conscience